# عبدوزهي
عبدوزهي (بالفارسية: عبدوزهی) هي قرية تقع في منطقة بولان في إيران. يقدر عدد سكانها بـ 668 نسمة بحسب إحصاء 2016.